# نازخاتون
نازخاتون نوعی ترشی است که از بادمجان کبابی ساطوری، سیر و ریحان خرد شده و آب انگور (یا آبغوره) درست می‌شود. این چاشنی که از ترشی‌های معروف مازندران و گیلان می‌باشد دارای مزهٔ دلنشینی است. نوع دیگر آن نیز با کدو سبز، سیر، گوجه‌سبز (آلوچه)، ریحان و گلپر درست می‌شود.
خاستگاه اصلی نازخاتون استان مازندران و شهر بابل می‌باشد. همچنین وب‌سایت اطلس جهانی غذا که غذاهای محبوب ملل را معرفی می‌کند «نازخاتون» غذای مازندرانی را نیز در فهرست خود قرار داده‌است و آن را به عنوان غذای خوشمزه این استان شمالی معرفی و خاستگاه آن را نیز بهشهر اعلام کرده‌است. این وبسایت در خصوص طعم نازخاتون نوشت اگر چه نازخاتون غذای ساده‌ای است، اما طعم نهایی آن پیچیده‌است و طعم بادمجان دودی با طراوت سبزی و تند بودن آب آن، این چاشنی را فوق‌العاده می‌کند.

## دستور تهیه نازخاتون

### مواد لازم
1. بادمجان قلمی ۸ عدد
2. آبغوره یک و نیم لیوان
3. ریحان نازخاتونی
4. سیر رنده شده ۲ قاشق سوپ خوری

### طرز تهیه
ترشی نازخاتون یکی از انواع ترشی‌های خوشمزه مازندران است که با بادمجان کبابی درست می‌شود.
برای تهیه ترشی ناز خاتون خوشمزه ابتدای کار بادمجان را می‌شوییم، سپس روی دستمال حوله ای قرار می‌دهیم تا کاملاً خشک شود. در ادامه بادمجان‌ها را روی حرارت متوسط قرار می‌دهیم تا کبابی و نرم شوند.
حالا بادمجان‌ها را درون یک ظرف درب دار قرار می‌دهیم، سپس درب آن را می‌بندیم و اجازه می‌دهیم بادمجان‌ها به مدت ۱۰ تا ۱۵ دقیقه درون ظرف بمانند تا عرق کنند و به راحتی پوست آن‌ها جدا شود.
بعد آن ریحان را می‌شوییم، سپس درون آبکش قرار می‌دهیم تا آب اضافی اش خارج شود. در ادامه بادمجان‌ها را روی تخته گوشت قرار می‌دهیم، سپس پوست آن‌ها را جدا می‌کنیم و به صورت ریز خرد می‌کنیم.
در مرحله بعدی فلفل را به صورت ریز خرد می‌کنیم، سپس بادمجان‌ها را به همراه ریحان خرد شده، فلفل، سیر، نمک و آبغوره درون یک کاسه مناسب می‌ریزیم و خوب مخلوط می‌کنیم تا مواد ترکیب و یکدست شود.
حالا یک ظرف درب دار شیشه ای مناسب انتخاب می‌کنیم، سپس درون آن را با یک دستمال تمیز خشک می‌کنیم و ترشی را درون آن می‌ریزیم، سپس درب ظرف را محکم می‌بندیم تا از ورود هوا درون شیشه جلوگیری کنیم.
در نهایت ترشی را یک روز درون یخچال قرار می‌دهیم تا جا بیفتد. این ترشی خیلی سریع آماده مصرف می‌شود و بعد از یک روز می‌توانیم آنرا در کنار انواع غذاها سرو کنیم.
بادنجان‌ها را می‌توان کبابی کرد یا در صورت تمایل آنها را در فر به مدت نیم ساعت قرار داد تا نرم شوند. سپس آن‌ها را پوست می‌کنیم و خوب ساطوری می‌کنیم. آنگاه بادنجان ساطوری شده را با آب غوره مخلوط کرده و پس از آن سیر رنده شده را ریخته و سپس می‌چشیم که در صورت سفت بودن کمی آب یا آب غوره دوباره به آن می‌افزاییم و در آخر مقداری نمک نیز اضافه می‌کنیم.